# СК Берлін

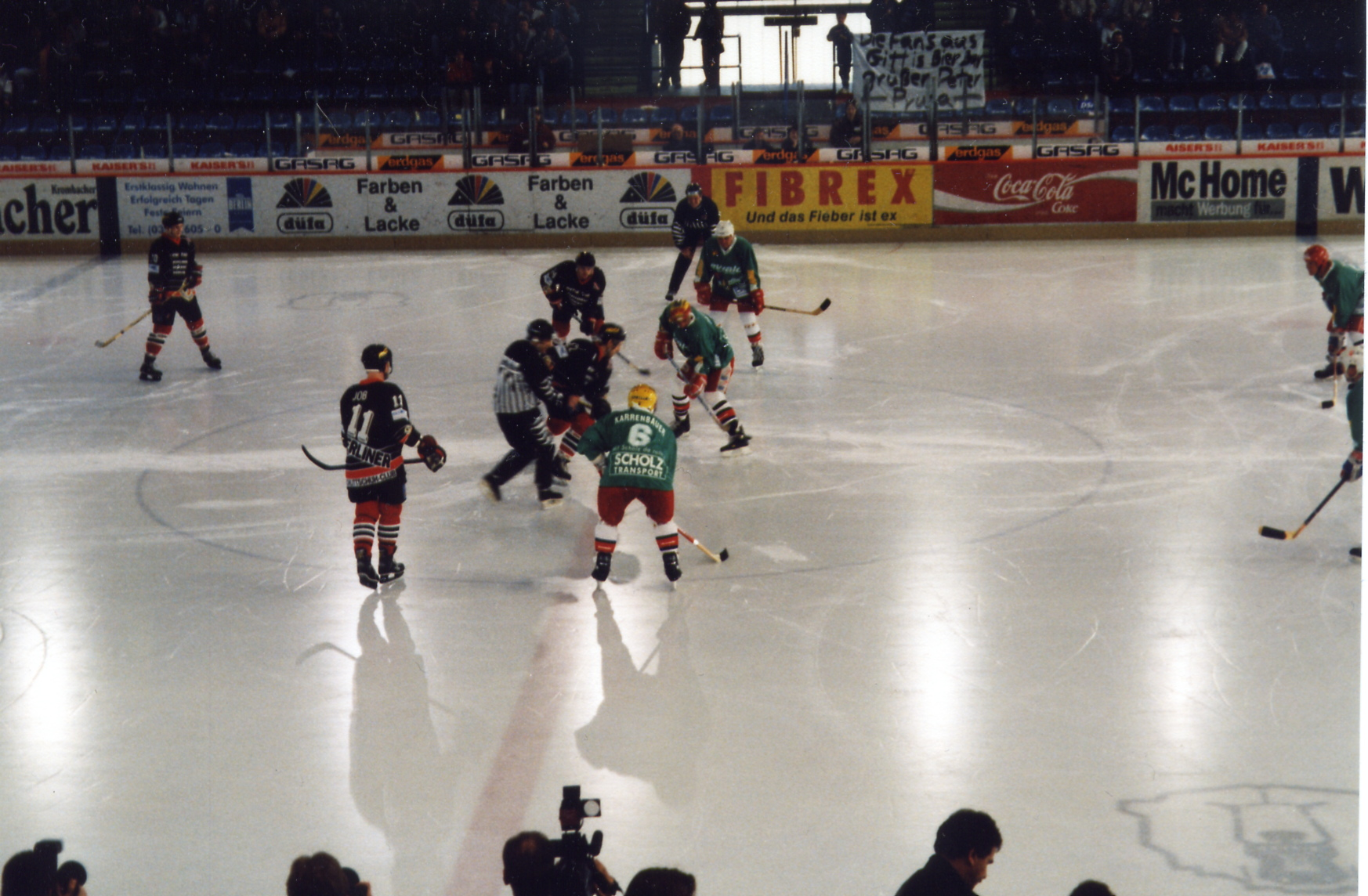
Матч СК Берлін - «зірки НДР», 1997 рік

«СК Берлін» (повна назва нім. Berliner Schlittschuh-Club) — спортивний клуб з міста Берлін, Німеччина, який нині розділений на секції керлінгу, ковзанярського спорту, фігурного катання, шорт-треку та тенісу. Заснований у 1893 році. 

## Історія
Клуб засновано в 1893 році.

### Сезони 1908— 1944
1908 вперше брав участь у змаганнях у Берліні. У листопаді 1908 «СК Берлін» провели свій перший офіційний хокейний матч у Льодовому палаці на вулиці Лютера. Противником був СК Шарлоттенбург, матч завершився з переможним рахунком 9:0. У 1910 та 1911 році команда дійшла до фіналу двічі поспіль у чемпіонаті Берліна, програючи кожен раз БФК Пройзен. У 1912 році клуб став першим німецьким чемпіоном. У наступні десятиліття додав ще 19 чемпіонських титулів, у тому числі разом з СК Бранденбург.

### Сезони 1946— 1999
Після Другої світової війни, команда була зареєстрована тільки в 1951 році під оригінальною назвою в реєстрі. У 1949 році програли кваліфікаційний матч за право грати в Оберлізі мюнхенському клубу.
У сезоні 1966/67 клуб вперше зіграв у Бундеслізі. В сезоні 1972/73 досягли найбільшого успіху — 6 місце.
Влітку 1971 року в Берліні хокейні команди БФК Пройзен і Герта БСК були об'єднані, таким чином гравці  підсилили команду БСК. В сезонах 1973/74 та 1975/76 клуб з тренером Ксавер Унзінн берлінський клуб став двічі чемпіоном Німеччини. Відомі гравці того часу, Лоренц Функ, Ференц Возар, Густав Єнеке, Еріх Ремер, Біргер Голмквіст, Ернст Кепф, Мартін Гіртенштокер, Томас Бем. У 1981 році хокейна секція спортклубу була відокремлена, що правда це не завадило вильоту з Бундесліги у 1982 році через фінансові труднощі. У 1983 році «СК Берлін» грав в Північній Регіональної лізі, а після скасування останньої в 1987 році в Оберлізі Норд.
Також при клубі існує жіноча команда з 1983 року. В кінці 90 — років, команда виступала в Оберлізі Норд.

### Співпраця з БФК Пройзен
У 2005 році в Берліні збанкрутів БФК Пройзен. У сезоні 2005/06 команди були об'єднані. Головна команда взяла участь у Регіональній Лізі, здобувши лише дві перемоги в 16 іграх. Нині клуб налічує 100 членів, свої домашні матчі проводить на «Айсспортгалле Шарлоттенбург», до складу клубу входить головна команда (грає в Регіональній лізі) та молодіжний склад.

### Сучасність
З 2007 року команда декілька разів змінювала назву. Столичний клуб до 2018 року виступав в Регіональній лізі, а з 2018 року в берлінській лізі. Влітку 2020 збанкрутував і припинив діяльність неофіційний наступник БФК Пройзен залишки якого перейшли до СК Берлін. Починаючи з сезону 2020–21 клуб виступає в берлінській лізі двома командами.

## Досягнення
- Чемпіон Німеччини (20): 1912, 1913, 1914, 1920, 1921, 1923, 1924, 1925, 1926, 1928, 1929, 1930, 1931, 1932, 1933, 1936, 1937, 1974, 1976 та 1944 — разом з СК Бранденбург.
- Кубок Шпенглера (3): 1924, 1926 та 1928.